# Reprezentacja Polski w hokeju na rolkach
Reprezentacja Polski w hokeju na rolkach prowadzona jest przez Polski Związek Sportów Wrotkarskich. Mimo że niemal wszyscy zawodnicy na co dzień  grają w hokeja na lodzie to jednak PZSW otrzymał od PKOL zgodę na wystawiania drużyny narodowej w hokeju na rolkach.
W 2013 roku PZSW przystąpił do federacji światowej FIRS (Fédération Internationale de Roller Sports), która jest największą federacją sportów wrotkarskich i posiada rekomendacje MKOL. Przed zmianą federacji kadra Polski uczestniczyła jedynie w mistrzostwach Europy, które organizowała federacja ISHF. Występowało tam tylko kilka krajów: Polska, Niemcy, Szwajcaria, Holandia, Austria, Dania, Wielka Brytania. Podczas Mistrzostw Europy w Austrii w 2011 roku kadra była bardzo blisko gry o medale, ale ostatecznie zajęła 5. Miejsce.
Wraz ze zmianą światowej federacji na FIRS polska kadra narodowa dostała możliwość rywalizacji na Mistrzostwach Świata. Pierwszy raz polscy zawodnicy wyjechali na tę imprezę w 2014 roku. Mistrzostwa odbywały się we Francji (w Tuluzie).

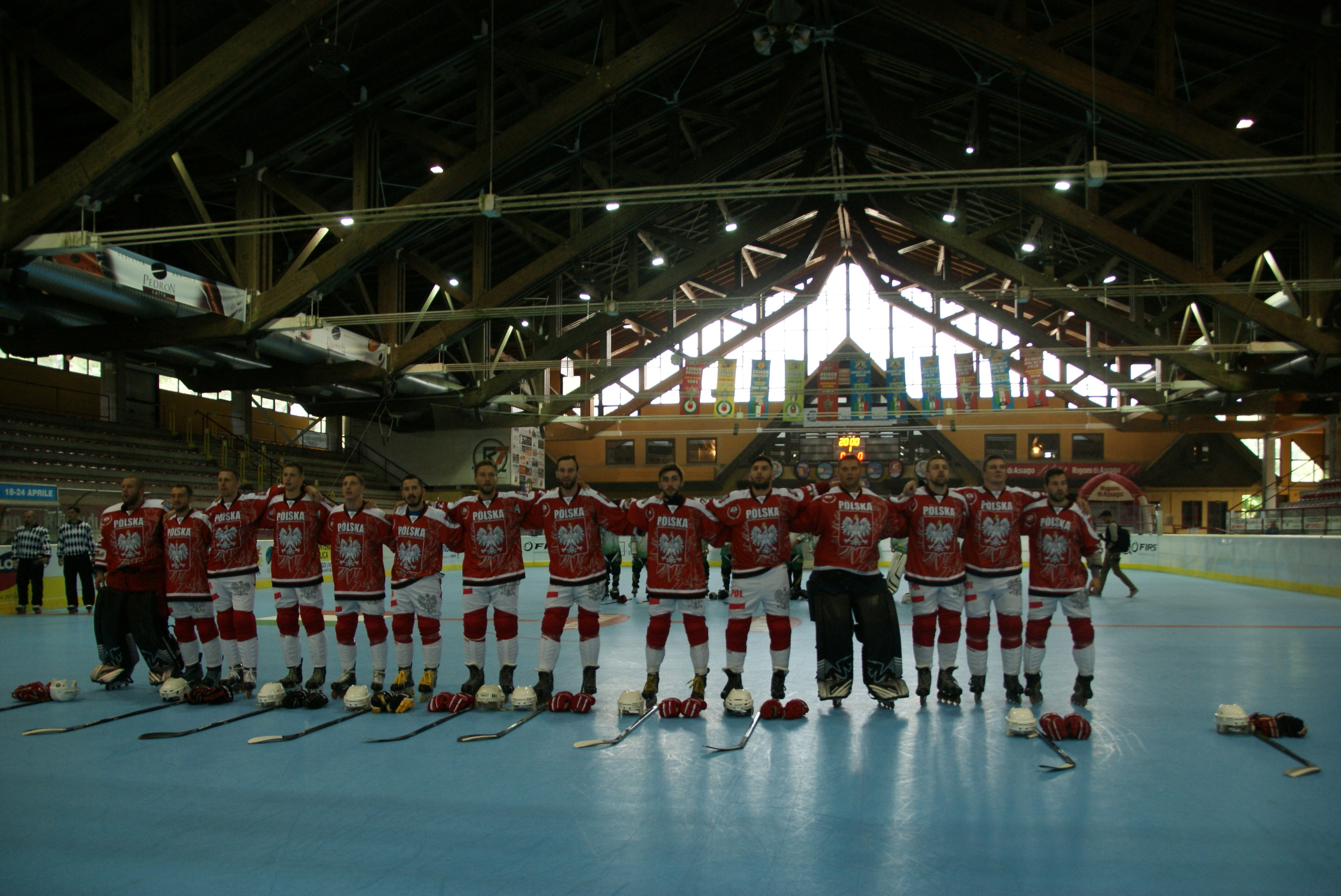
Reprezentacja Polski w hokeju na rolkach (MŚ Włochy 2016)

## Skład Reprezentacji Polski Hokeja na Rolkach
Bramkarze:
Michał Elżbieciak, Tomasz Witkowski
Obrońcy:
Andrzej Banaszczak, Sebastian Owczarek, Bartłomiej Stępień, Bartłomiej Bychawski, Arkadiusz Kostek
Napastnicy:
Filip Stopiński, Marek Wróbel, Adam Wróbel, Mateusz Strużyk, Maciej Urbanowicz, Mateusz Podsiedlik, Artur Wieczorek
Trener:
Bartłomiej Wróbel
Kierownik:
Adam Rozenberg